# Castle & Castle
Castle & Castle è una serie televisiva nigeriana. La prima stagione della serie è stata trasmessa nel 2018 ottenendo commenti positivi dai fan ed è stata rinnovata nel 2021 per una seconda stagione. In Italia è stata pubblicata sulla piattaforma Netflix il 14 febbraio 2020.

## Trama
La serie racconta la storia di una famiglia di avvocati che gestisce uno studio legale di grande successo.

## Episodi
| Stagione         | Episodi | Prima TV originale | Prima TV in italiano |
| ---------------- | ------- | ------------------ | -------------------- |
| Prima stagione   | 13      | 2018               | 2020                 |
| Seconda stagione | 6       | 2021               | 2021                 |